# Prințesa Ingeborg a Danemarcei
Prințesa Ingeborg a Danemarcei (Ingeborg Charlotta Carolina Frederikke Louise; 2 august 1878 – 11 martie/12 martie 1958) a fost prințesă daneză și prin căsătorie prințesă suedeză. A fost a doua fiică și al cincilea copil al regelui Frederick al VIII-lea al Danemarcei și a soției lui Louise a Suediei.

## Biografie

### Primii ani

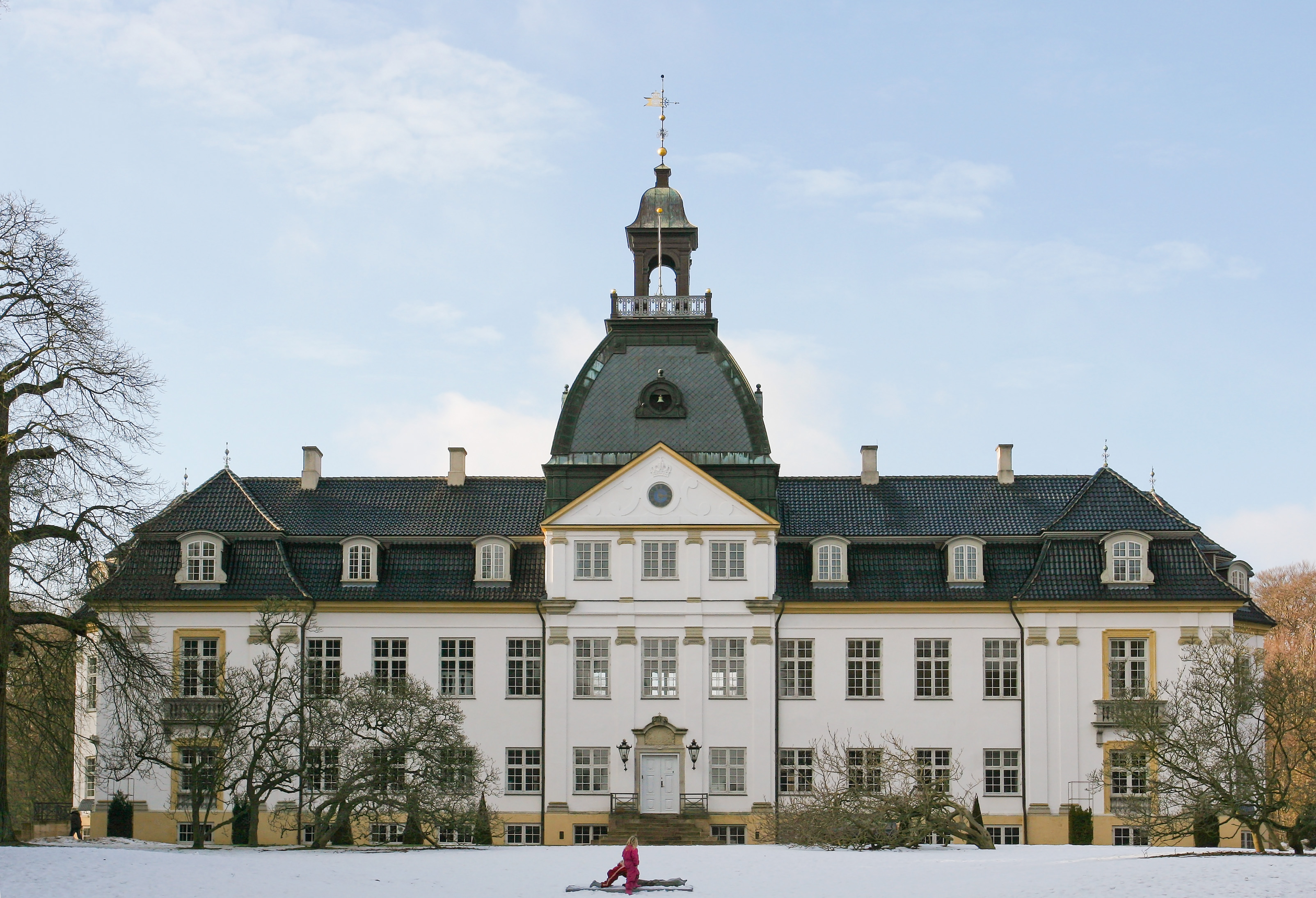
Locul de naștere al Prințesei Ingeborg, Palatul Charlottenlund.

Prințesa Ingeborg s-a născut la 2 august 1878 la Palatul Charlottenlund la nord de Copenhaga ca al cincilea copil al Prințului Moștenitor Frederic al Danemarcei, fiul cel mare al regelui Christian al IX-lea al Danemarcei. Mama ei era Prințesa Louise a Suediei, fiica regelui Carol al XV-lea al Suediei și Norvegiei și a reginei Louise.

### Căsătorie
În mai 1897, Prințesa Ingeborg s-a logodit cu Prințul Carl al Suediei, Duce de Västergötland. S-au căsătorit la 27 august 1897 în capela de la Palatul Christiansborg din Copenhaga și și-au petrecut luna de miere în Germania. Prințul Carl era al treilea fiu al regelui Oscar al II-lea al Suediei și a reginei Sofia de Nassau. Ingeborg și Carl au avut patru copii:
- Prințesa Margareta (25 iunie 1899 – 3 ianuarie/4 ianuarie 1977); s-a căsătorit la 22 mai 1919 cu verișorul ei primar, Prințul Axel al Danemarcei; a avut copii.
- Prințesa Märtha (28 martie 1901 – 5 aprilie 1954); s-a căsătorit la 21 martie 1929 cu verișorul ei primar, Olav al V-lea al Norvegiei; este mama actualului monarh al Norvegiei, Harald al V-lea.
- Prințesa Astrid (17 noiembrie 1905 – 29 august 1935); s-a căsătorit la 4 noiembrie 1926 cu Prințul Moștenitor Leopold al Belgiei, mai târziu regele Leopold al III-lea; este mama actualului monarh al Belgiei, Albert al II-lea
- Prințul Carl (10 ianuarie 1911 – 27 iunie 2003); a făcut două căsătorii morganatice cu contesa Elsa von Rosen și cu Ann Margareta Larsson Kristine Rivelsrud; și-a pierdut drepturile de succesiune și titlurile regale; a avut un singur copil.

În 1947, cu ocazia aniversării căsătoriei sale, soțul ei a admis că nunta a fost complet aranjată de tații lor, iar Ingeborg a adăugat: "M-am căsătorit cu un străin!".

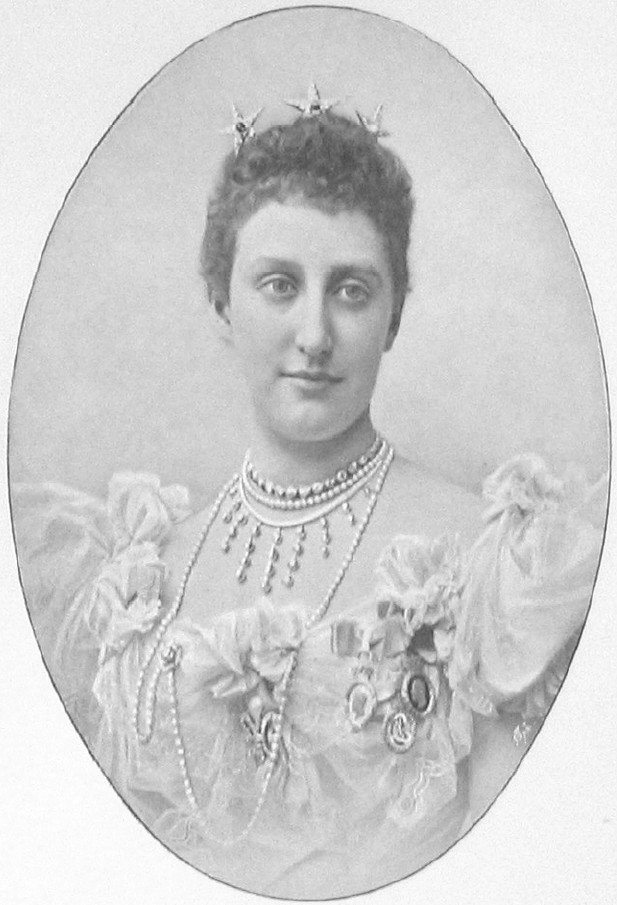
Ingeborg a Danemarcei.

Căsătoria a fost populară, deoarece ea era nepoata popularului rege Carol al XV-lea al Suediei și Norvegiei. S-a spus despre ea că, din toate prințesele străine căsătorite în interiorul casei regale suedeze, probabil ea a fost cea mai potrivită pentru a fi regină consort a Suediei, și pentru primii zece ani din Suedia, aproape a fost: din 1897 până în 1907, regina Sofia s-a arătat rareori la ocazii publice iar Prințesa Moștenitoare Victoria a petrecut cea mai mare parte a timpului în străinătate, astfel încât Prințesa Ingeborg a umplut astfel poziția de prima doamnă la curtea suedeză.
A fost pasionată de sport, în special de patinaj; la expoziția auto de la Stockholm din 1903, ea și Prințul Moștenitor Gustav au făcut o demonstrație spontană, o excursie în mașină la Skåne. În 1908 ea l-a însoțit pe Prințul Wilhelm la nunta cu Marea Ducesă Maria Pavlovna în Rusia.
A trăit o armonioasă viață de familie, iar familia era cunoscută drept "familia fericită". Copiii au primit o educație simplă și au învățat sarcini de uz casnic. Ea și Carl au trăit o viață de familie informală și intimă, împreună cu copiii lor. Ingeborg a creat o atmosferă ușor distractivă față de colegii ofițeri ai soțului ei și a fost admirată pentru felul cum s-a descurcat în fața dificultăților economice întâmpinate atunci când banca în care au investit s-a prăbușit în 1922 și au fost nevoiți să-și vândă casa.
Ingeborg era plăcută și populară în Suedia datorită umorului ei, a personalității ei care intra ușor în dialog, a firii ei vesele și a felul ei informal de a acționa. În 1905, guvernul norvegian a luat în discuție de a-i face rege și regină a Norvegiei însă cuplul a fost ușurat când acest lucru nu s-a întâmplat.
Prințesa Ingeborg este bunica a trei monarhi europeni: regele Harald al V-lea al Norvegiei, regele Baudouin I al Belgiei și regele Albert al II-lea al Belgiei. Prin Prințesa Joséphine-Charlotte a Belgiei, ea este străbunica celui de-al patrulea monarh: Henri, Mare Duce de Luxemburg.